# 中国国民党革命委员会海南省委员会
中国国民党革命委员会海南省委员会，简称民革海南省委、海南民革，是中国国民党革命委员会在海南省的地方组织。